# Maglione (indumento)

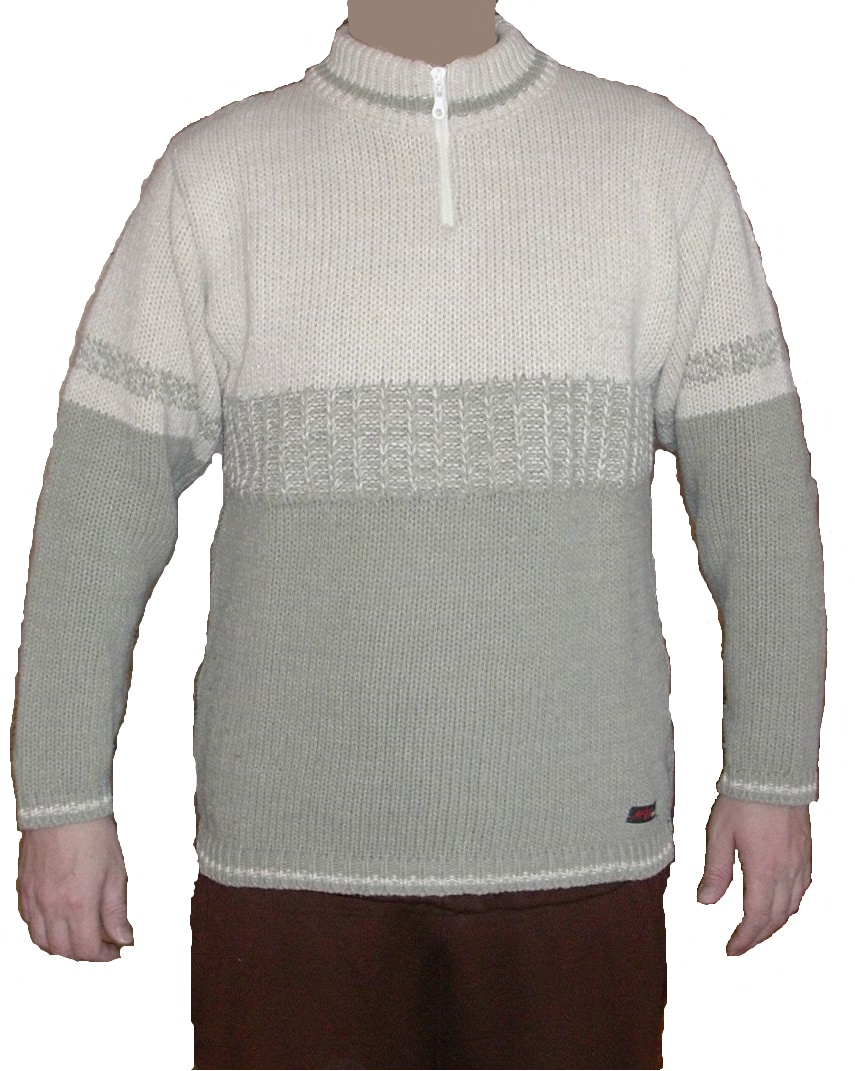
Un esempio di maglione

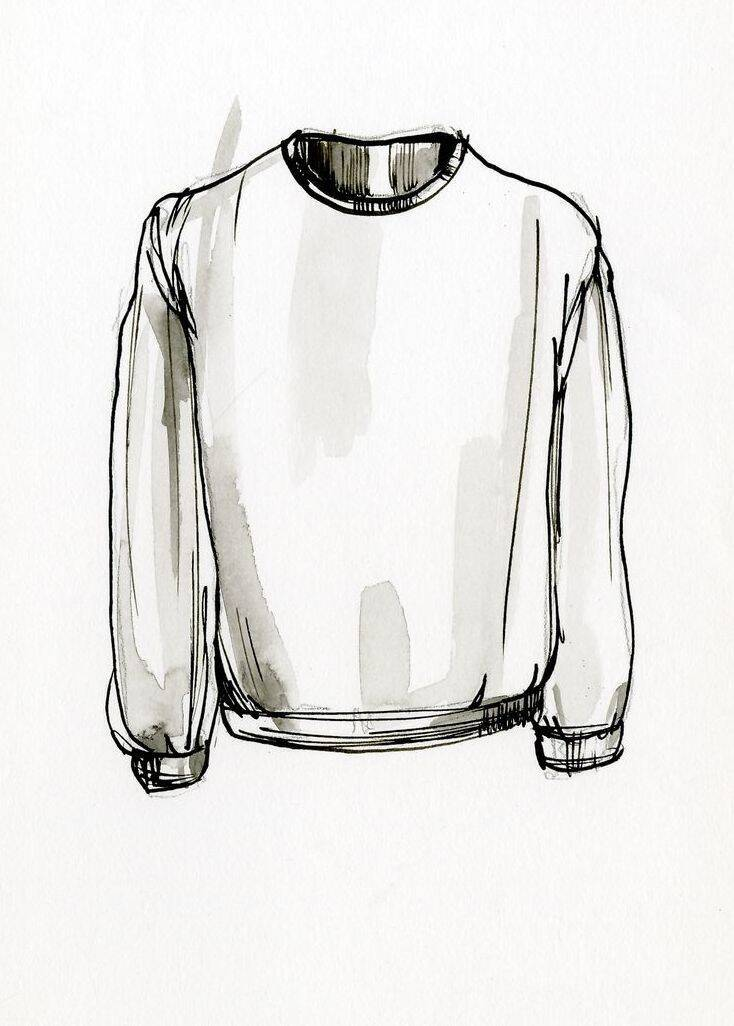
Disegno di un maglione

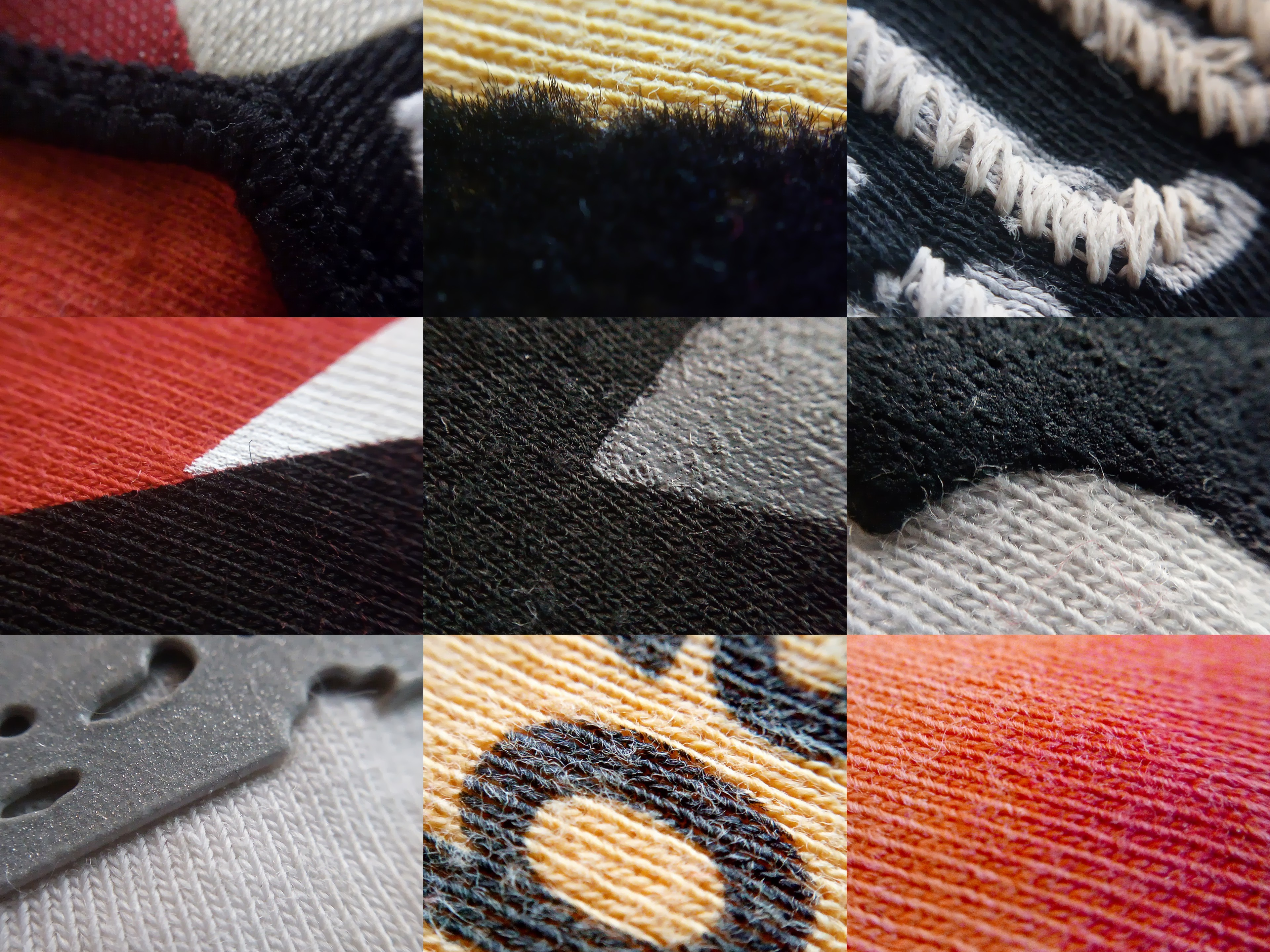
Diversi effetti di decorazione per le maglie, sulla prima riga c'è la toppa, effetto pelliccia e ricamo, sulla seconda riga ci sono tre esempi di stampe a caldo, sottile, standard e spesso, sulla terza riga c'è la decorazione tramite strisce plastiche incollate, serigrafia oppure digitale diretta e tintura a riserva

Una maglia, maglione, pullover o golf è un capo di abbigliamento relativamente pesante, il cui scopo è quello di coprire il torso, normalmente indossato sopra una camicia o maglietta. Tradizionalmente le maglie erano fatte di lana, ma ora si realizzano anche in cotone, fibre sintetiche, artificiali e miste.

## Descrizione
Con il termine "maglia" si indica una vasta gamma di indumenti che coprono la parte superiore del corpo. All'interno è possibile distinguere molteplici modelli. Una delle caratteristiche principali che li distingue è la scollatura che può essere tonda, a "V", a collo alto (dolcevita o lupetto), a tartaruga, ecc. 
La lunghezza delle maniche può variare significativamente: maniche lunghe, a tre quarti, corte. Le maglie senza maniche si chiamano gilet, mentre quelle apribili con bottoni o cerniere sulla parte anteriore vengono dette cardigan.
I maglioni sono fra i capi di abbigliamento più versatili nell'abbinamento. Possono essere accompagnati con quasi tutti i tipi di pantaloni, e i modelli più formali possono essere indossati anche con la cravatta.